# بلدة تورش ليك (مقاطعة أنتريم)
تورش ليك، مقاطعة أنتريم (بالإنجليزية: Torch Lake Township, Antrim County, Michigan)‏ هي بلدة تقع بولاية ميشيغان في الولايات المتحدة. تبلغ مساحتها 54.7 (كم²)، وترتفع عن سطح البحر 205 م، بلغ عدد سكانها 1194 نسمة في عام تعداد الولايات المتحدة 2010 حسب إحصاء مكتب تعداد الولايات المتحدة وتصل الكثافة السكانية فيها 30.5 نسمة/كم2.

## وصلات خارجية
- www.torchlaketownship.org
- The US50 - Cities and Towns in Michigan State
- Michigan Cities and Towns, Facts, Map, Flag, Colleges, Government, and More